# Microula turbinata
Microula turbinata är en strävbladig växtart som beskrevs av Wen Tsai Wang. Microula turbinata ingår i släktet Microula och familjen strävbladiga växter. Inga underarter finns listade i Catalogue of Life.